# Divertimento (film)
Pour les articles homonymes, voir Divertimento.
Pour plus de détails, voir Fiche technique et Distribution.
Divertimento est un drame biographique français réalisé par Marie-Castille Mention-Schaar et sorti en 2022. C'est le dernier film avec l'acteur Niels Arestrup, mort en 2024. 
Ce film met en scène la jeunesse et la formation de la chef d'orchestre Zahia Ziouani.

## Synopsis
À 17 ans, Zahia et Fettouma, sœurs jumelles d'origine algérienne vivant en Seine Saint-Denis, rêvent de faire de la musique classique leur métier ; Zahia, cheffe d’orchestre, Fettouma, violoncelliste. Leurs parents, passionnés de musique symphonique, les soutiennent dans leurs projets. Toutes deux sont admises en classe terminale au prestigieux lycée Racine, où elles vont rencontrer des condisciples issus de milieux sociaux favorisés et se heurter au mépris de classe de certains d'entre eux.
L'un des élèves, Lambert Lallemand, souhaite également devenir chef d'orchestre et s'entraîne en vue du concours de Besançon en dirigeant l'orchestre formé par ses camarades. La direction de cet orchestre est dans un premier temps partagée entre Lambert et Zahia, avant que Zahia ne s'en trouve écartée par le directeur de l'école qui estime que Lambert a davantage de potentiel qu'elle.
Lorsque le célèbre chef d'orchestre Sergiu Celibidache vient à Racine, il commence par dire à Zahia que chef d'orchestre n'est pas un métier pour une femme. Mais il accepte de la prendre comme élève après l'avoir vue à l’œuvre.
Zahia décide de créer son propre orchestre, qui réunit des élèves de Racine et des élèves du Conservatoire de Stains, sa ville, et de l'appeler Divertimento. Elle se démène pour convaincre le maire de la commune de la soutenir, et pour que ses camarades issus des beaux quartiers de Paris acceptent de franchir le boulevard périphérique pour aller répéter en Seine Saint-Denis. Elle se fixe comme objectif de participer avec son orchestre à un concours en Pologne.
Zahia ne parvient cependant pas à se qualifier au terme des premières éliminatoires du concours de Besançon, alors que Lambert Lallemand est retenu. Cet échec la plonge dans une dépression, dont Fettouma ne parvient pas à la sortir. Ses camarades de l'orchestre décident alors de venir jouer sous ses fenêtres le début du Boléro de Maurice Ravel, jusqu'à ce qu'elle sorte pour venir les diriger.

## Fiche technique
- Titre original : Divertimento
- Réalisation : Marie-Castille Mention-Schaar
- Scénario : Marie-Castille Mention-Schaar et Clara Bourreau
- Musique : Élise Luguern
- Photographie : Naomi Amarger
- Montage : Benoît Quinon
- Décors : Gwendal Bescond
- Costumes : Caroline Spieth
- Production : Olivier Gastinel et Marc-Benoît Créancier
- Société de production : Easy Tiger et Estello Films
- Société de distribution : Le Pacte
- Pays de production :  France
- Langue originale : français
- Format : couleur — 2,35:1
- Genre : Drame biographique
- Durée : 110 minutes
- Dates de sortie :
  - France : 
    - 25 août 2022 (Angoulême)
    - 25 janvier 2023 (en salles)

  - Canada : 11 novembre 2022 (Cinemania)

## Distribution
- Oulaya Amamra : Zahia Ziouani
- Lina El Arabi : Fettouma Ziouani
- Niels Arestrup : Sergiu Celibidache
- Zinedine Soualem : le père
- Nadia Kaci : la mère
- Laurent Cirade : Claude Burgos
- Marin Chapoutot : Dylan
- Louis Damien Kapfer : Lambert
- Salomé Desnoues : Pauline
- Aurélien Carbou : Gabriel
- Léonard Louf : Antoine
- Jonas Ben Ahmed : Malick
- Louise Legendre : Marie
- Martin Gillis : Ken
- Adèle Théveneau : Agathe
- Rémi Lecomte : Bertrand
- William Brisson : Violoniste

## Accueil

### Accueil critique
Sur le site Allociné, le film recueille une moyenne de 3/5, basé sur 18 critiques de presse. Dans Le Temps, Juliette De Banes Gardonne estime que le film « dépeint sans fausse note la violence sociale inhérente à la pratique de la musique classique ». La critique du Monde estime par contre qu'il s'agit d'une « démonstration huilée d'un des mantras bien connus de l'éducation : quand on veut, on peut. ». La note des spectateurs sur le site Allociné est de 4/5.

### Box-office
| Pays ou région | Box-office      | Date d'arrêt du box-office | Nombre de semaines |
| -------------- | --------------- | -------------------------- | ------------------ |
| France         | 266 673 entrées | 16 mai 2023                | 16                 |
| Total mondial  | 1 690 265 $     | -                          | -                  |